# ريك بيرغ
ريك بيرغ (بالإنجليزية: Rick Berg)‏ هو مسير أعمال وسياسي أمريكي، ولد في 16 أغسطس 1959 في مادوك في الولايات المتحدة. حزبياً، نشط في الحزب الجمهوري.

## مناصب
- في انتخابات مجلس النواب الأمريكي 2010 [الإنجليزية]‏، انتخب عضو مجلس النواب الأمريكي عن دائرة المنطقة الكونغرسية الكبيرة في داكوتا الشمالية [الإنجليزية]‏ وقد انضم خلال فترته النيابية [الإنجليزية]‏ (5 يناير 2011 – 3 يناير 2013)  للكتلة البرلمانية الحزب الجمهوري.
- انتخب Majority leader [الإنجليزية]‏ (2003 – 2009).
- انتخب رئيس مجلس النواب [الإنجليزية]‏ (1993 – ).
- انتخب عضو مجلس نواب داكوتا الشمالية (1984 – 2010).
- انتخب عضو مجلس النواب الأمريكي.